# Skärvagsjön
Skärvagsjön är en sjö i Älvdalens kommun i Dalarna och ingår i Dalälvens huvudavrinningsområde. Sjön har en area på 1,64 kvadratkilometer och ligger 616,8 meter över havet. Sjön avvattnas av vattendraget Skärvagan. Vid provfiske har abborre, gädda, mört och sik fångats i sjön.

## Delavrinningsområde
Skärvagsjön ingår i det delavrinningsområde (687030-131577) som SMHI kallar för Utloppet av Skärvagsjön. Medelhöjden är 648 meter över havet och ytan är 19,42 kvadratkilometer. Det finns ett avrinningsområde uppströms, och räknas det in blir den ackumulerade arean 61,72 kvadratkilometer. Skärvagan som avvattnar avrinningsområdet har biflödesordning 2, vilket innebär att vattnet flödar genom totalt 2 vattendrag innan det når havet efter 500 kilometer. Avrinningsområdet består mestadels av skog (73 procent) och sankmarker (15 procent). Avrinningsområdet har 1,64 kvadratkilometer vattenytor vilket ger det en sjöprocent på 8,5 procent.